# سیارک ۲۲۶۹۷
سیارک ۲۲۶۹۷ (به انگلیسی: 22697 Manek، نامگذاری:1998RM) بیست و دو هزار و ششصد و نود و هفتمین سیارک کشف شده‌است که در ۷ سپتامبر ۱۹۹۸ کشف شد.
قدر مطلق سیارک برابر ۱۳٫۴۰ است.